# Gmina Shishtavec
Gmina Shishtavec (alb. Komuna Shishtavec) – gmina położona w północno-zachodniej części kraju. Administracyjnie należy do okręgu Kukës w obwodzie Kukës.  W 2011 roku populacja wynosiła 3835 mieszkańców – 1840 mężczyzn oraz 1995 kobiet. Gmina jest zamieszkiwana głównie przez grupę etniczną Gorani.
W skład gminy wchodzi siedem miejscowości: Cernalevë, Borje, Orshekë, Kollovoz, Shishtavec, Novosej, Shtrezë.